# Glycyphana brunnipes
Glycyphana brunnipes es una especie de escarabajo del género Glycyphana, familia Scarabaeidae. Fue descrita científicamente por Kirby en 1818.
Se distribuye por Australia. Habita en el estado de Queensland.